# Wanderers F.C.
Wanderers Football Club var en engelsk fodboldklub hjemmehørende i London, som fem gange vandt FA Cup i perioden 1871–78.
Klubben blev dannet i 1859 under navnet Forest Football Club, men i 1864 blev navnet ændret til Wanderers FC. Klubben var mest aktiv fra begyndelsen af 1870'erne til slutningen af 1880'erne og var blandt de dominerede klubber i de første år med organiseret fodbold i England.
Wanderers spillede udelukkende venskabskampe indtil oprettelse af FA Cup i 1871, hvor reglerne ofte skiftede fra kamp til kamp eftersom flere regelsæt var i brug dengang. Selv efter oprettelsen af The Football Association i 1863, hvor Wanderers var en af grundlæggerne, fortsatte klubben med at spille kampe under andre regler end forbundets men blev et de stærkeste hold, der spiller under FA-regler. Klubben vandt FA Cup'en fem gang i 1870'erne, herunder den allerførste udgave af FA Cup'en i 1871–72, hvor klubben besejrede Royal Engineers AFC i finalen, og tre sejre i træk i sæsonerne 1875–76, 1876–77 og 1877–78, hvilket kun en klub efterfølgende har opnået – Blackburn Rovers FC i 1883–84, 1884–85 og 1885–86.
Holdet bestod fortrinsvis af tidligere elever fra Englands førende privatskoler. Blandt de spillere, som repræsenterede klubben, var C.W. Alcock, som også kaldtes "father of modern sport", og A.F. Kinnaird, der blev anset for den bedste spiller på sin tid. Som klubbens navn antyder havde den ikke en fast hjemmebane men spillede forskellige steder i London og omegn. I løbet af 1880'erne blev klubbens aktiveteter neddroslet betragteligt til kun at omfatte én kamp om året mod Harrow School, alma mater for mange af dens grundlæggere. Og i 1887 blev klubben opløst.
På grund af Wanderers FC's tætte forbindelse med Harrow School, spillede holdene jævnligt mod hinanden – 33 kampe mellem de to hold er registreret mellem 1865 og 1883. Blandt klubbens andre hyppige modstandere finder man Royal Engineers AFC, Clapham Rovers FC og Civil Service FC.
I 2009 blev Wanderers Association Football Club dannet med støtte fra efterkommerne af Alcock-familien, i første omgang for at spille velgørenhedskampe til fordel for UNICEF.

## Historie

### De første år (1859–1871)
Klubben blev stiftet under navnet Forest Football Club i 1859 af tidligere privatskoleelever, herunder C.W. Alcock, som samme år afsluttede sin uddannelse ved Harrow School, De andre stiftere var Alcock's bror, John F. Alcock, J. Pardoe og brødrede A. og W.J. Thompson.
De første to år af klubbens levetid, arrangerede spillerne udelukkende interne kampe, som blev spillet i Snaresbrook nær Epping Forest, muligvis på jord ejet af Jarlen af Mornington. Forest FC's første kamp mod en anden klub foregik den 15. marts 1862 og resulterede i en sejr over Crystal Palace FC (ikke den moderne klub med samme navn). Både i denne kamp og i returnkampen den følgende måned spillede holdene med 15 spillere. På den tid var fodboldreglerne ikke blevet standardiseret, og der fandtes mange varianter af reglerne, hvor bl.a. antallet af spillere, måden hvorpå mål scoredes og tilladelse til at spille bolden med hænderne varierede. I 1863 var Forest blandt stifterne af The Football Association og gik over til genrelt at spille efter FA's regler, selvom klubben fortsatte med til tider at spille kampe efter andre regler, når den mødte klubber, der ikke var tilknyttet FA.
Det følgende år spillede klubben sin første kamp under navnet Wanderers Football Club, mod No Names Club fra Kilburn. Alcock havde besluttet af gøre klubben til en "vandrende" hold uden fast hjemmebane, muligvis på grund af udgifterne til en hjemmebane, selvom nogle af klubben medlemmer tilsyneladende var imod. I den følgende sæson optrådte klubbens hold under begge navne, Forest FC og Wanderers FC, hvor adskillige spillere optrådte under begge holdnavne, og Forest og Wanderers spillede endda en kamp mod hinanden, men efter 1865 er der ikke tegn på at Forest-navnet blev brugt mere. I begyndelsen gik det rigtig godt for Wanderers. Holdet tabte kun én kamp ud af 16 i sæsonen 1865–66, men i løbet af de følgende fire sæsoner aftog holdets succes mærkbart, og det blev vanskeligere for Alcock at sikre sig, at elleve af spillerne mødte op til kampene, hvilket ofte medførte at klubben måtte gennemføre kampe med færre end 11 spillere eller låne spillere fra deres modstandere. I denne periode spillede klubben et antal "hjemmekampe" i Battersea Park og Middlesex County Cricket Club's Lillie Bridge Grounds. Efterfølgende blev Kennington Oval klubbens halvpermanente hjemmebane i 1869, hvor klubben gennem tiden spillede 151 kampe.

### Succes i FA Cup'en (1872–1878)
I sæsonen 1870–71 vendte Wanderers' lykke igen, og klubben tabte kun fem af sæsonens 37 kampe. Den følgende sæson indførte FA FA Cup'en, en cupturnering åben for alle forbundets medlemmer. I turneringens første fire runder vandt Wanderers FC kun én kamp, men på grund af udeblivelse og en særlig regel, der tillod begge hold i en uafgjort kamp at gå videre til næste runde, kvalificerede klubben sig til FA Cup-finalen den 16. marts 1872 på Kennington Oval i London. I finalen besejrede Wanderers Royal Engineers AFC med 1–0 og blev dermed de første vindere af FA Cup. Sejrsmålet blev scoret af Morton Betts, som spillede under pseudonymet A.H. Chequer. Den efterfølgende sæson var Wanderers FC som forsvarende mester direkte kvalificeret til FA Cup-finalen, mens de øvrige hold spillede om den anden finaleplads. I finalen vandt Wanderers over Oxford University AFC med 2–0 og genvandt dermed pokalen, hovedsageligt takket være A.F. Kinnairds indsats. Klubben var ikke i stand til at gentage succeserne de næste to sæsoner, men i det mindste opnåede man klubbens største sejr nogensinde ved at besejre Farningham FC med 16–0 i første runde af FA Cup'en 1874–75.
I oktober 1875 rejste Wanderers for første gang til Skotland for at spille mod de førende hold nord for grænsen, Queen's Park FC. På trods af at englænderne stillede i stærkeste opstilling, blev Wanderers udspillet af skotterne og tabte med 5–0. London-klubben fik dog revanche fire måneder senere, hvor Queen's Park tabte returkampen i London med 2–0. Det var Glasgow-klubbens første nederlag i dens ni år lange historie. Wanderers spillede sig frem til semifinalerne i FA Cup'en uden at indkassere et eneste mål. I semifinalen blev Swifts FC besejret, og dermed skulle holdet møde Old Etonians FC i finalen. Etonians havde fem tidligere Wanderers-spillere på holdet, herunder Kinnaird. Finalen endte uafgjort 1–1, men Wanderers vandt omkampen 3–0 og dermed turneringen for tredje gang.
Den næste sæson var Kinnaird tilbage på holdet, der efter at have udvist ujævn form i begyndelsen af turneringen igen kvalificerede sig til finalen, hvor det slog Oxford University AFC og dermed genvandt pokal. Wanderers dominerede igen turneringen i sæsonen 1877–78, hvor holdet scorede ni i både første og anden runde. Finalen blev en gangtagelse af 1872-finalen, og igen lykkedes det for Wanderes at besejre Royal Engineers AFC og dermed vinde trofæet for tredje gang i træk, hvilket pr. 2011 ikke siden er overgået. De daværende turneringsregler foreskrev, at pokalen i sådan et tilfælde blev vinderklubbens permanente ejendom, men Alcock returnerde pokalen til FA på betingelse af at den pågældende regel blev fjernet, så ingen andre hold kunne vinde pokalen til ejendom. Efterfølgende spillede Wanderers mod de forsvarende mestre i Scottish Cup, Vale of Leven FC, men tabte 3–1.

### Sidste år (1879–1887)
Efter de tre sejre i FA Cup'en aftog holdets succes igen. I 1878 var der blevet oprettet fodboldklubber for tidligere elever fra alle de førende privatskoler, og mange spillede valgte at spille for deres respektive skoles hold. Wanderers' kampprogram var reduceret dramatisk i sæsonen 1878–79, og holdet blev slået ud af FA Cup'en i første runde, hvor de tabte 7–2 til Old Etonians anført af Kinnaird. Den næste sæson nåede Wanderers tredje runde af turneringen men tabte igen til Old Etonians, hvorefter mange flere nøglespillere forlod klubben.
Klubben kæmpede videre i sæsonen 1880–81 men måtte melde afbud til kampen i første runde af FA Cup på grund af mangel på spillere. Efter 1881 spillede klubben kun én kamp om året, en julekamp mod Harrow School. En bog udgivet af avisen The Sportsman hævdede, at klubben lukkede i 1884, men The Times rapporterer i december 1887 om en kamp mod Harrow, som Harrow vandt 3–1.

### Gendannelse
I 2009, mere end 120 år efter den sidst registrerede Wanderers-kamp, blev klubben "gendannet" i London under navnet Wanderers Association Football Club med det formål at spille velgørenhedskampe. Gendannelsen var godkendt af efterfølgerne af hovedaktørerne i den oprindelige klub..

## Farver og spilledragter
Wanderers spillede i orange, cerise (eller violet) og sort, i det mindst i en del af klubbens levetid. Eftersom intet fotografi af holdet i disse trøjer eksisterer, er det præcise design ikke kendt. En kopi af trøjen solgt i moderne tid gengiver farverne i vandrette skriber, hvilket er et sandsynligt design, eftersom vandret-stribede trøjer var meget almindelige i det victorianske periode. I programmet for klubben udebanekamp i 1875 mod Queen's Park FC, er Wanderers FC imidlertid opført som spillende i hvide trøjer. Trøjenumre blev først indført ca. 60 år senere, og i mangel på disse oplyste programmet, at spillerne kunne identificeres ud fra farven på deres sokker eller kasket, f.eks. bar både Alcock og Kinnaird blå og hvid kasket, mens Jarvis Kendricks kasket bar farverne cerise og grå, som var hans tidligere klub, Clapham Rovers FC's farver.
| 1859: Forest FC | 1872: FA Cup-finale |  |

## Spillesteder
Wanderers spillede først i Snaresbrook nær Epping Forest, angiveligt tæt på et af to hjem for forældreløse børn i området. Holdet spillede mellem 1859 og 1887 forskellige steder i London, dog fortrinsvist på Kennington Oval (151 kampe), Vincent Square (31), Harrow (23), Harrow School (15) og Clapham Common (12). Battersea Park er fejlagtigt blevet angivet som Wanderers' hjemmebane, men der spillede klubben blot 10 kampe i perioden 1864–67.

## Spillere og ledere

### Landsholdsspillere
I alt 15 spillere, der opgav Wanderers som deres primære klub, spillede for Englands fodboldlandshold i landskampe:
- C.W. Alcock (1 landskamp)
- Francis Birley (1 landskamp)
- Alexander Bonsor (2 landskampe)
- Frederick Green (1 landskamp)
- Francis Heron (1 landskamp)
- Hubert Heron (3 landskampe) – det første brødrepar, der spillede for England
- Leonard Howell (1 landskamp)
- William Kenyon-Slaney (1 landskamp)
- Robert Kingsford (1 landskamp)
- William Lindsay (1 landskamp)
- Alfred Stratford (1 landskamp)
- Henry Wace (3 landskampe)
- Reginald de Courtenay Welch (1 landskamp)
- Charles Wollaston (4 landskampe)
- John Wylie (1 landskamp)

Følgende spillere optrådte på det engelske landshold, mens det spillede for andre klubber, men samtidig var medlem af Wanderers FC:
- Alexander Morten (1 landskamp)
- Edward Hagarty Parry (3 landskampe)
- John Frederick Peel Rawlinson (1 landskamp)
- Francis Sparks (3 landskampe)

Derudover optrådte A.F. Kinnaird én gang for Skotland og John Hawley Edwards spillede én gang for Wales, mens de var Wanderers-spillere. Edwards blev den første kasserer for Football Association of Wales og en af kun to spillere, der har optrådt i A-landskampe for både England og Wales. Adskillinge Wanderers-spillere deltog endvidere i de repræsentative kampe mellem England og Skotland, inden den første officielle fodboldlandskamp i 1872.

### Sekretærer[39]
- A.W. Mackenzie (1859-1864).
- C.W. Alcock (1864-1875).
- Jarvis Kenrick (1875-1879).
- Charles Wollaston (1879-1883).

## Rekorder og statistik
| Sæson   | Resultat             |
| ------- | -------------------- |
| 1871–72 | Vinder               |
| 1872–73 | Vinder               |
| 1873–74 | Tabte i kvartfinalen |
| 1874–75 | Tabte i kvartfinalen |
| 1875–76 | Vinder               |
| 1876–77 | Vinder               |
| 1877–78 | Vinder               |
| 1878–79 | Tabte i 1. runde     |
| 1879–80 | Tabte i 3. runde     |
| 1880–81 | Meldte afbud         |
| 1881–82 | Meldte afbud         |

Klubben vandt den første udgave af FA Cup, vandt senere tre titler i træk og vandt i alt FA Cup'en fem gange. Wanderers er indehaver af rekorden for flest sejre i træk i FA Cup'en (3), som de deler med Blackburn Rovers FC. Og A.F. Kinnaird er indehaver af rekorden for flest spillede FA Cup-finaler (9).

### Titler
- FA Cup: 5
  - 1871–72, 1872–73, 1875–76, 1876–77, 1877–78

### FA Cup
Selvom optegnelserne er ukomplette anses C.W. Alcock som indehaver af klubrekorderne for flest spillede kampe (mindst 199 kampe) og flest scorede mål (mindt 82 mål). Han har også rekorden for flest scorede mål i en sæson (mindst 17 mål i sæsonen 1870-71), herunder fire mål i 6–1-sejren over Civil Service. R.K. Kingsford toppede den præstation ved at score fem mål i kampen mod Farningham FC i 1874, hvilket er klubrekorden for flest scorede mål af en Wanderers-spiller i én kamp. Sejrsmarginen på 16 mål i 16–0-sejren over Farningham var den største sejr for Wanderers, der ellers ikke er noteret for at have scoret et tociftet antal mål. Det største antal scorede mål imod Wanderers i én kamp er 8, i 8–2-nederlaget til Clapham Rovers FC i 1879. Klubben tabte også med seks mål i yderligere mindst én kamp, et 6–0-nederlag til Queen's Park FC i 1876.
Wanderers' fem FA Cup-sejre var en rekord, indtil Aston Villa FC vandt turneringen for sjette gang i 1920. Pr. 2011 har kun otte klubber vundet turneringen flere gange end Wanderers.